# Prokain
Prokain är ett lokalbedövningsmedel som är kemiskt härlett ur kokain, men som inte ger eufori och är mindre giftigt än detta. Det syntetiserades första gången 1905 strax efter amylokain av den tyska kemisten Alfred Einhorn. 

## Egenskaper
Ämnet utgörs av färglösa och luktfria kristaller som är lösliga i vatten. Dess anestetiska verkan sker främst genom natriumkanalblockering.

## Framställning
Prokain kan syntetiseras på två sätt. Det första sättet består i den direkta reaktionen av 4-aminobensoesyra-etylester med 2-dietylaminoetanol i närvaro av natriumetoxid.

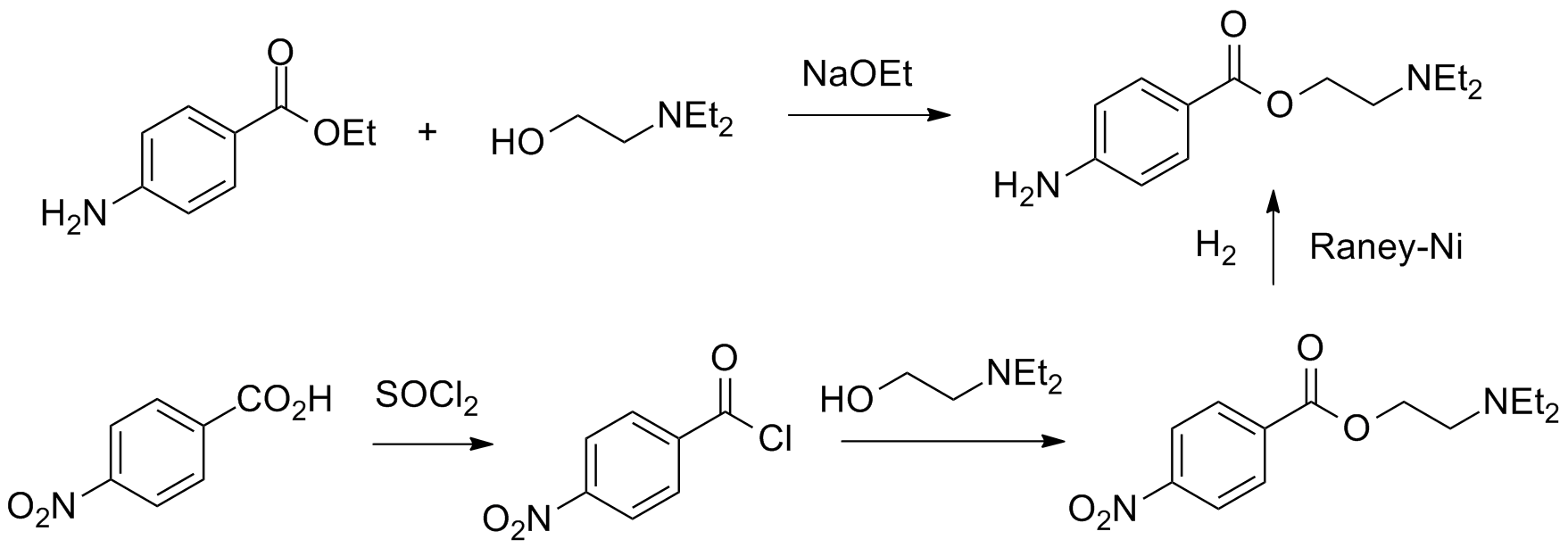
Procaine synthesis

Det andra sättet är genom oxidering av 4-nitrotoluen till 4-nitrobensoesyra, som vidare bringas att reagera med tionylklorid, där den resulterande syrakloriden förestras med 2-dietylaminoetanol. Slutligen reduceras nitrogruppen genom hydrogenering över Raney-nickel-katalysator.

## Användning
Prokain är det äldsta medlet för lokalbedövning som fortfarande är i klinisk användning. Det blockerar transporten av impulser i nervtrådarna.
Prokain har också ansetts ha effekt på åldrandet och har (utan vetenskaplig grund) använts i föryngringkurer.  Idag används det terapeutiskt i vissa länder på grund av dess sympatolytiska, antiinflammatoriska , perfusionshöjande, och humörhöjande effekter.[källa behövs]
Det allmänt förekommande varumärket Novocain har gjort att lokalbedövningsmedlet även kallas novokain.